# 維也納河畔劇院
維也納河畔劇院（德語：Theater an der Wien）建於1801年，地點位於奧地利維也納瑪利亞希爾夫區，其建築是由熟知戲劇的伊曼紐爾·席卡內德所建造。

## 名稱
關於其中文譯名，由於將維也納河（Wienfluss）錯誤地理解為維也納城（Wien），導致了「維也納劇院」的不洽當譯法。至於「在維也納河的堤岸上」（An der Wien），則指稱建築的地理環境。

## 歷史

### 興建
伊曼紐爾·席卡內德以莫扎特歌劇《魔笛》（Die Zauberflöte）的腳本作者為人所知，他的《魔笛》製作在規模較小的維登劇院（亦是該劇的首演劇院）上演，獲得很大的成功。然而該劇院的硬體條件有所不足，席卡內德於是興起另覓他處的念頭。
1786年，席卡內德便已獲得建築新劇院的特許，但是直到1798年，他才真正準備動工興建。新劇院由建築師弗蘭茨‧葉格（Franz Jäger）所設計，外觀採法式帝國風格，並於1801年完工。竣工的新劇院被認為「具有最完整的設備以及當代最大的劇院之一」。6月13日，劇院正式開幕，首演的劇碼是泰貝爾的《亞歷山大》（Alexander）。觀眾對新劇院的反響相當良好，當地評論者曾表示，倘若席卡內德意欲透過劇院的硬體設計為個人牟利，僅這方面的收入就足以使他致富，甚至不必持續上演各類歌劇劇碼。《音樂廣訊報》則盛讚為「整個德國最為舒適且令人滿意的劇院」。

### 19世紀
1807年，劇院的所有權由一些貴族出面買下，這群貴族當中包括了裴迪南‧帕爾菲伯爵在內，他於1813年獨自買下劇院經營權。帕爾菲引入芭蕾、啞劇等不同類型的演出，希望可以刺激票房，但這樣的做法沒有成功。在連續的虧損之下，帕爾菲被迫在1826年將經營權脫手。

### 20世紀
上世紀末開始，由於輕歌劇在維也納大受歡迎的關係，維也納河畔劇院迎來了一段黃金時期。二次世界大戰期間，由於維也納國家歌劇院的建築毀於密集的轟炸之下，國家歌劇院的樂團與演出計畫暫時轉移到河畔劇院進行，直到1955年為止。

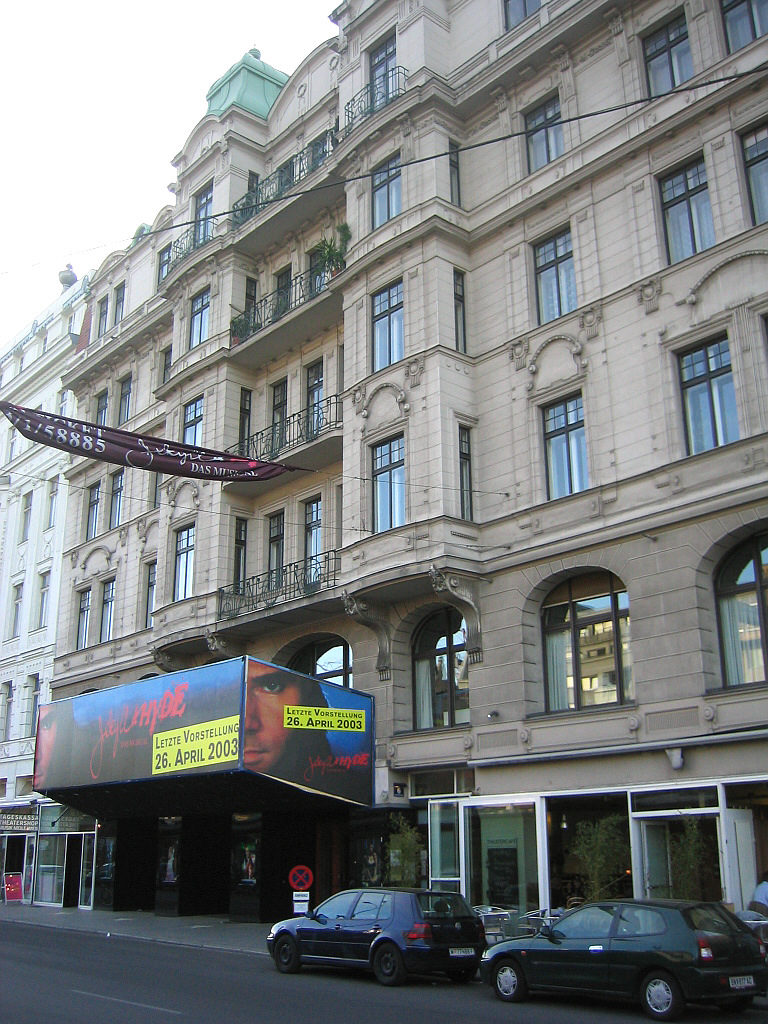
維也納河畔劇院

1955年，劇院在安全考量下宣布關閉，進行為期數年的硬體改進（包括停車設施的興建），並於1962年重新對外開放。此後，河畔劇院上演了許多英語音樂劇的德語版本，演出也相當成功，這包括了：《伊麗莎白》（1992年–1998年間連續六年演出，2003年–2005年間此製作再次復刻）、《貓》（連續七年演出）⋯⋯等。在輕歌劇大行其道的年代，較為嚴肅的古典歌劇演出能量受到壓縮，但仍有少數製作：
- 1962年：贝尔格的《露露》，由貝姆指揮
- 1971年：克劳迪奥·蒙特威尔第的《尤里西斯歸鄉記（義大利語：Il ritorno d'Ulisse in patria）》，由哈农库特指揮
- 1988年：舒伯特的《費拉布拉斯（德语：Fierrabras）》，由阿巴多指揮
- 1996年至2002年間：里卡多·穆蒂在此策畫演出了莫札特的「洛倫佐三部曲[註 3]」

### 21世紀
2006年適逢莫札特誕生二百五十週年，在羅蘭‧蓋爾（Roland Geyer）的主導下，維也納河畔劇院展開了新一輪的討論。對於此後河畔劇院的定位，蓋爾表示希望能「引進頂尖的導演以及有趣的製作」，並將演出的重心重新移轉至巴洛克歌劇、莫札特作品以及當代歌劇創作。近年，維也納河畔劇院的古典歌劇節目相當多元，除了韓德爾、海頓等較為早期的作品外，亦有威爾第、普契尼等義大利元素，更演出了安德烈·普列文的作品《名為欲望的街車》。

## 首演紀錄
維也納長期扮演歐洲音樂中心的角色，河畔劇院也是許多歌劇及音樂作品首演的地點。除了上節提及的演出之外，在此則另列河畔劇院首演的作品：

### 貝多芬作品
紀錄指出，貝多芬有不少重要創作在此首演：
- 1805年11月20日：歌劇《費德里奧》
- 1803年4月5日：第2號交響曲
- 1805年4月7日：第3號交響曲
- 1806年12月23日：小提琴協奏曲

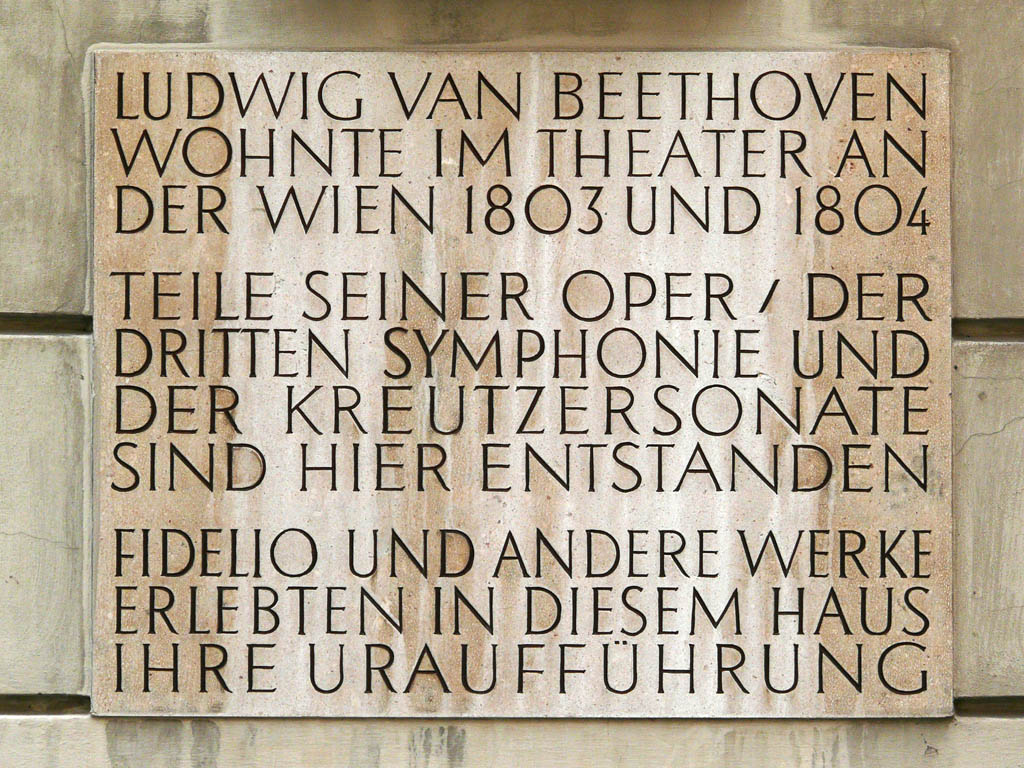
剧院外墙的牌板，記載貝多芬曾於1803年及1804年在此居住 (Note: 此前，貝多芬應席克奈德之邀，成為駐院作曲家，住在劇院裡從事作曲工作。)。

- 1808年12月22日：第5號交響曲、第6號交響曲、合唱幻想曲，以及第4號鋼琴協奏曲

### 其它
- 1817年：弗朗兹·吉尔帕泽（Franz Grillparzer）的《女先人》（Die Ahnfrau）
- 1823年：威尔海敏娜·冯·切尔希（Wilhelmine von Chézy）的《罗莎蒙德，塞浦路斯的公主》（Rosamunde, Princess of Cyprus），由舒伯特创作场景音乐。
- 1874年4月5日：小約翰·施特勞斯的《蝙蝠》
- 1885年10月24日：小約翰·施特勞斯《吉卜賽男爵（德语：Der Zigeunerbaron）》
- 1898年1月5日：里查德·海伯格（Richard Heuberger）的轻歌剧《歌剧舞会》
- 1905年12月30日：弗朗茲·雷哈爾的《風流寡婦》
- 1908年11月14日：奥斯卡·施特劳斯的《巧克力士兵》
- 1909年11月12日：雷哈爾的《盧森堡的愛情（德语：Der Graf von Luxemburg）》

## 外部連結
- Official Website (in German)
- The theater's English-language Web page
- About the theater (Vienna Online) （页面存档备份，存于）

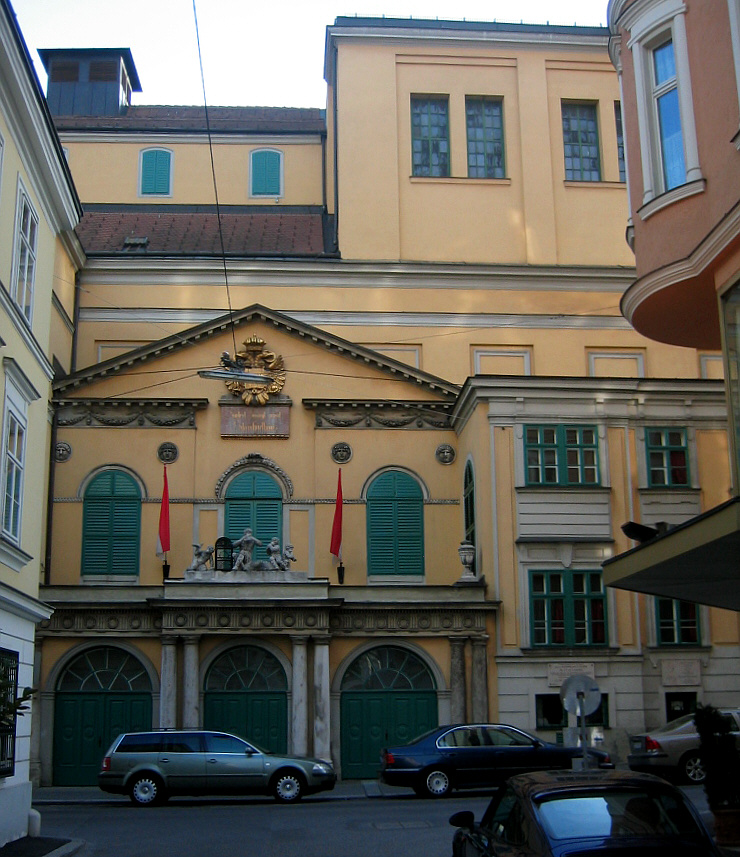
維也納河畔劇院

- Andreas Praefcke's "Carthalia" site （页面存档备份，存于）, entry for "Theater an der Wien".  Pictures of both exterior and interior in the form of postcards, as well as a long list of premieres.  The image labeled "Millöckergasse entrance" shows the Papageno gate with the memorial to Schikaneder.

48°11′57″N 16°21′49″E / 48.19917°N 16.36361°E